# Michael Barker Nairn
Sir Michael Barker Nairn, 1. Baronet (* 29. Mai 1838, wahrscheinlich in Kirkcaldy; † 24. November 1915 in Kirkcaldy), war ein schottischer Geschäftsmann und Produzent von Baumwollstoffen und Bodenbelägen.

## Leben und Werk

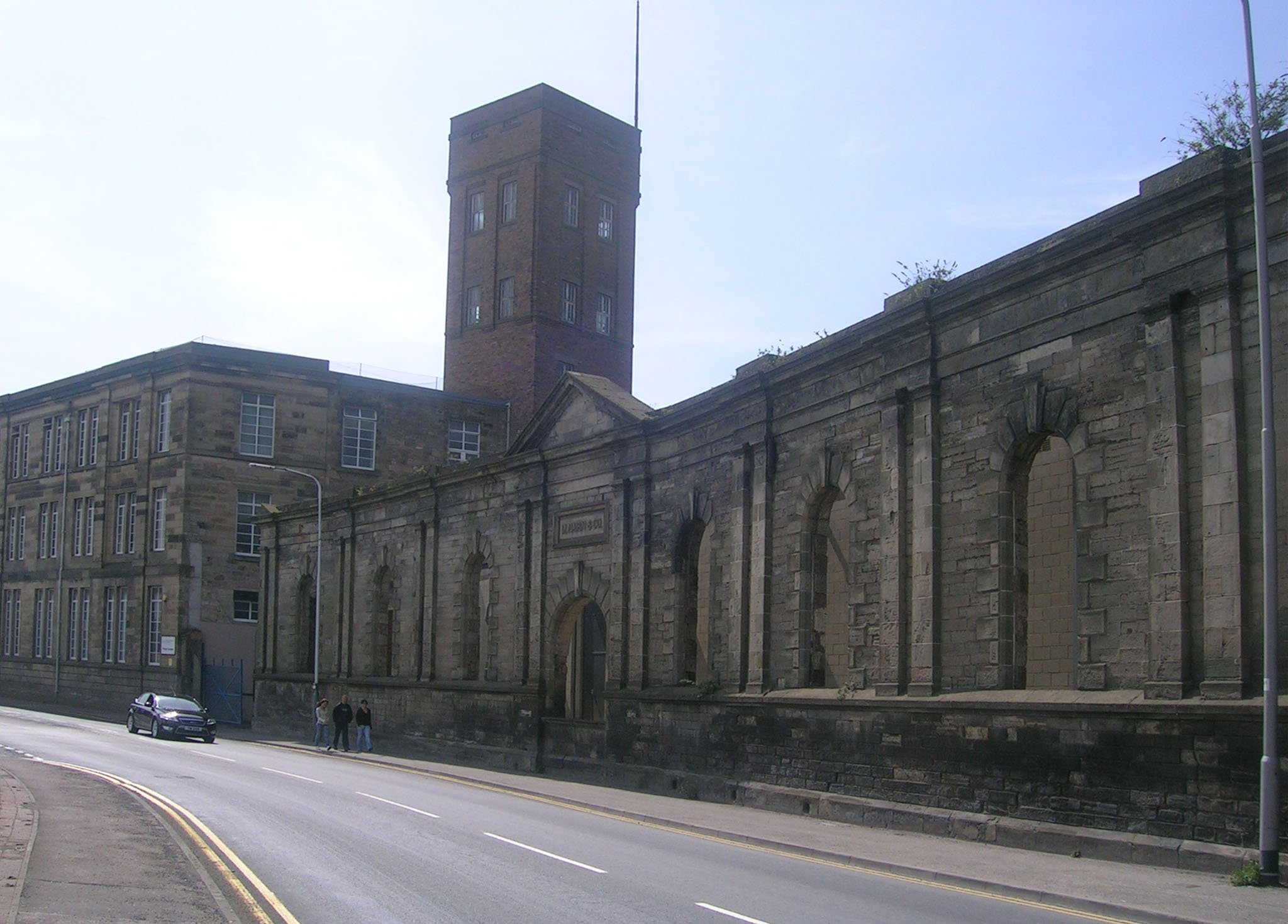
Ehemalige St Mary's Baumwollfabriken Michael Nairn & Co Ltd, Kirkcaldy

Michael Barker Nairn war der Sohn von Michael Nairn (1804–1858) und dessen Frau Catharine (1815–1891), der Tochter von Alexander Ingram of Kirkcaldy. Er wurde 1838 wahrscheinlich im schottischen Kirkcaldy geboren, in dem sein Vater eine Baumwollweberei betrieb, die er später in eine Produktionsstätte für Öltücher und andere Bodenbeläge ausbaute. Er wurde in Kirkcaldy ausgebildet und wurde 1855 Anwalt und Notar. Nach dem Tod seines Vaters 1858 wechselte er allerdings zu dessen Firma und wurde 1861 Partner seiner Mutter und seines älteren Bruders Robert in der Firmenleitung. 1866 heiratete er Emily Frances († 1939), die Tochter von Alfred Rimington Spencer of Weybridge, mit der er drei Söhne und acht Töchter hatte. Innerhalb kurzer Zeit wurde er die treibende Kraft in der Firma und war verantwortlich für das rapide Wachstum in den 1860er Jahren. Gemeinsam mit dem Ingenieur John Wright entwickelte er ein Verfahren, bei dem der Trocknungsprozess des Öltuchs durch Wasserdampf stark beschleunigt werden konnte und 1869 eröffnete er in eine weitere Baumwollfabrik mit hochentwickelten Webstühlen.
1867 verpflichtete Nairn den Innenausstatter und Buchautor Owen Jones (The Grammar of Ornament, 1856), als Designer für die Ausstellung der Paris Universal Exhibition, auf der Nairns Öltücher als die prachtvollsten, die jemals produziert wurden, ausgezeichnet wurden. Nachfolgend belieferte er die meisten Adelshäuser Europas mit seinen Produkten. Außerdem dehnte er seine Produktion auf weitere Produkte aus, darunter wasserfeste Kutschendächer, Treppenabdeckungen und Badematten, 1868 kamen Tischtücher hinzu. 1873 eröffnete Nairn ein Warenhaus in London, weitere folgten in Paris, Manchester und Glasgow.
1863 erfand der britische Erfinder Frederick Walton das Linoleum und er baute im darauffolgenden Jahr in Staines seine Linoleum Manufacturing Company auf, die aufgrund des Erfolgs dieses Produkts durch dessen Vorteile gegenüber traditioneller Bodenbeläge rasch expandierte und auch für Nairns eine große Konkurrenz darstellte. 1877 liefen die Patente für Linoleum aus und 1878 entschied der britische High Court zudem, dass der Markenname nicht geschützt wurde; Linoleum wurde der Name des Materials und nicht des Markenprodukts von Waltons Unternehmen. Mehrere führende Bodenbelagshersteller nutzen die Möglichkeit, nun ebenfalls Linoleum herzustellen und von dem rasanten Marktwachstum des Materials zu profitieren. Unter diesen befanden sich vor allem Michael Barker Nairn und James Williamson in Lancaster. Nairn baute eine eigene Linoleumfabrik in Kirkcaldy auf und entwickelte das Material weiter. 1881 konnte er große Linoleumflächen ohne Nähte anbieten und 1895 produzierte er ebenso wie Walton Linoleum mit einer Einlegetechnik, die mehrfarbige Designs ermöglichte. Sein Linoleum wurde weltweit verkauft und 1888 eröffnete Nairn seine erste Linoleumfabrik in den USA in Kearny, New Jersey sowie in den 1890ern in Choisy-le-Roi nahe Paris und in Bietigheim bei Stuttgart. In all diesen Unternehmen wurden Nairn oder Mitglieder seiner Familie sowie Schotten aus seiner Firma integriert.
1893 wurde das Unternehmen eine Kapitalgesellschaft, in der Michael Barker Nairn Geschäftsführer und Direktor des Managements wurde. Die Führung des Managements trat er 1909 ab, allerdings blieb er Geschäftsführer bis zu seinem Tod 1915.

### Politisches und Gesellschaftliches Engagement
Neben seinem Leben als Geschäftsmann nahm Nairn auch am politischen und gesellschaftlichen Leben in seiner Heimat teil. So ließ er als Finanzier 1890 das Krankenhaus von Kirkcaldy bauen und 1894 die Neubauten der Hochschule bauen. Für das 1894 eröffnete Gebäude des YMCA und das 1897 gebaute Queen’s Nurses’ Home spendete er die Grundstücke. Er war Mitglied der Freien Kirche in Kirkcaldy und spendete für die 1881 gebaute St. Brycedale Free Church. Hier war er Ältester von 1881 bis 1910. 1900 trat Nairn erfolglos als Kandidat der Liberalen Unionisten bei der Parlamentswahl in Kirkcaldy teil. Am 16. Dezember 1904 erhielt er den erblichen Adelstitel Baronet, of Rankeilour, in the Parish of Collessie, and of Dysart House, in the Parish of Dysart, both in the County of Fife.
Michael Barker Nairn starb am 24. November 1915 in seiner Heimatstadt und hinterließ seinen Erben mit Michael Nairn & Co. die größte Linoleum- und Bodenbelagsfirma Schottlands. Am 27. November des Jahres wurde er auf dem Monimail-Friedhof beigesetzt.